# Army Men: Air Tactics
Army Men: Air Tactics là trò chơi điện tử thuộc thể loại chiến thuật thời gian thực do hãng The 3DO Company đồng phát triển và phát hành vào năm 2000 dành riêng cho Microsoft Windows. Game này cũng tương tự như Air Attack (hoặc Air Combat trên hệ máy Nintendo 64) dù số khác vẫn xem chúng là hai game khác nhau hoàn toàn. Air Tactics là game sử dụng engine của Army Men II và chỉ dành cho PC, riêng Air Attack/Air Combat thì có trên các hệ máy Nintendo 64, PC và PlayStation.

## Lối chơi
Trong Air Tactics, người chơi sẽ vào vai Đại úy William Blade thuộc Đội Không kỵ quân Green (Green Airborne Cavalry). Trò chơi là một cái nhìn mô phỏng lái máy bay sẽ đưa người chơi vào điều khiển một trong số máy bay trực thăng khác nhau. Trọng trách chính của Đại úy Blade là hoạt động với vai trò yểm trợ trên không cho Sarge Hawk và toán lính dưới quyền anh ta làm nhiệm vụ. Game còn giới thiệu những tính năng mới như chở vật nặng và vận chuyển chúng đến các địa điểm khác, hạ cánh trên mặt đất để chở/thả lính và tính năng không chiến độc đáo chưa từng thấy trong các phiên bản khác. Ngoài ra, trò chơi này còn chứa một số minigame như chơi khúc côn cầu trên không với trực thăng của phe Tan, cũng như một số game tĩnh. 

## Đón nhận
Army Men: Air Tactics nhận được nhiều đánh giá trái chiều theo trang web tổng hợp kết quả đánh giá GameRankings.